# Karriär (spel)
Karriär är ett sällskapsspel som skapades på 1950-talet under namnet Careers av den amerikanske sociologen och science-fictionförfattaren James Cooke Brown. Karriär gavs kort därefter ut på svenska marknaden av Alga. Spelarna tävlar om att snabbast uppfylla sina respektive livsmål som de bestämt i hemlighet genom att definiera en formel bestående av lycka (antal hjärtan), berömmelse (antal stjärnor) och rikedom (pengar). Genom att gå in i olika yrkesbanor, så som politik, jordbruk, uranbrytning och månresor, samlar spelarna ihop till sitt livsmål.

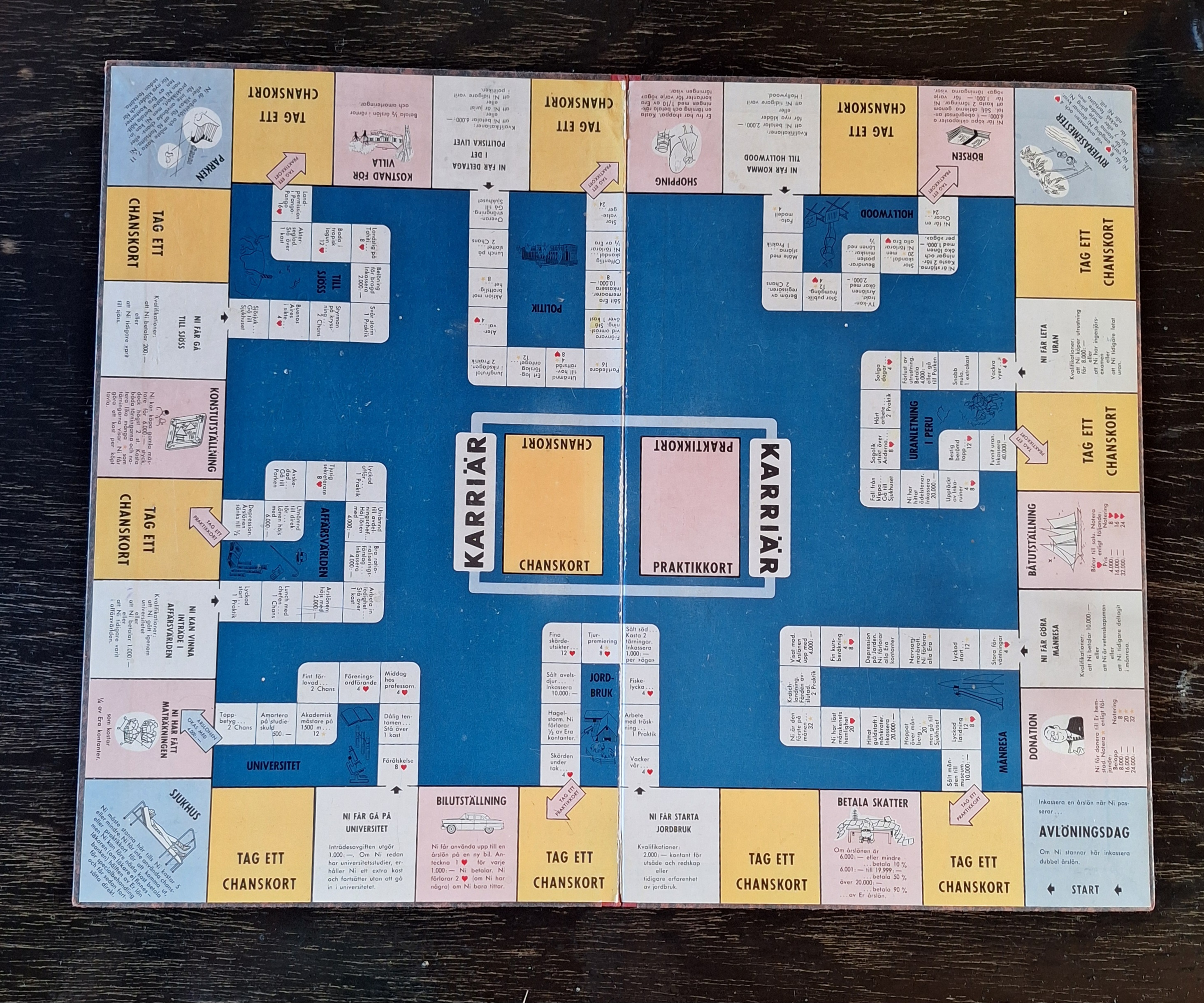
Spelplanen till originalutgåvan av Karriär (1950-tal)

På 1980-talet gavs en ny svensk version ut av spelet av Parker Brothers, där yrkena är uppdaterade till mer tidstypiska.
2022 skapade Gustav Martner en ny och samtidskritiserande version av spelet som gavs ut på Ninja Print. 